# Lodigiani Calcio 1972
L'Associazione Sportiva Dilettantistica Lodigiani, meglio nota come Lodigiani, è una società calcistica italiana con sede nella città di Roma.
Il suo titolo sportivo fu rilevato dall'Associazione Sportiva Cisco Roma la quale, nel 2005, dopo un solo anno di transizione col nome Cisco Lodigiani diventò  Cisco Roma e poi, nel 2010, Atletico Roma. La vecchia dirigenza, nel 2005, riprese lo storico nome rifondando la Lodigiani con la denominazione Nuova Lodigiani e rinominandola A.S.D. Lodigiani nel 2008, ridando così vita al vecchio sodalizio romano. La stagione 2010/11 fu l'unica col ritorno della prima squadra, grazie alla fusione con l'ASD Stilecasa, neopromossa in Promozione Laziale, campionato in cui la Lodigiani terminò al 7º posto nel girone B. Per la stagione successiva, tuttavia, la prima squadra non viene iscritta, gestendo solo il settore giovanile e la scuola calcio.
Nell'estate del 2015 Reset Group, guidata da Carlo Diana e Davide Lippi (figlio del tecnico Marcello Lippi) installa la Reset Academy alla Borghesiana e, contestualmente, la affianca al marchio della Lodigiani Calcio, acquisendone la proprietà e sviluppando assieme i due marchi. Dopo un periodo di studio i tifosi della Lodigiani chiedono chiarimenti sulle intenzioni della proprietà con una lettera rivolta direttamente a Marcello Lippi, ma una risposta di diffida da parte del Direttore Carlo Diana fa decidere ai tifosi di disconoscere il nuovo corso della Lodigiani.
Nella stagione 2018/19 Andrea Simonetti rileva la società, con Giuseppe Malvicini nelle vesti di Presidente Onorario e assorbe l'Atletico San Basilio, militante in Prima Categoria, all'interno dell'ASD Lodigiani, con sede sempre presso il Centro sportivo La Borghesiana, optando per la denominazione transitoria ASD Academy Lodigiani. Di fatto, pertanto, nella stagione 2018, alla proprietà del Presidente Simonetti, si riconducono sia l'ASD Lodigiani, di solo settore giovanile, sia l'ASD Academy Lodigiani, che disputa il campionato di Prima Categoria e fa tornare la prima squadra alla Borghesiana dopo 7 anni di inattività. Grazie al piazzamento al terzo posto del girone B e al successivo ripescaggio, nella stagione 2019/20, l'ASD Academy Lodigiani viene ripescata in Promozione Laziale. Contestualmente nell'estate 2019, l'A.S.D. Lodigiani e l'Academy Lodigiani si fondono.
Nella stagione 2022-2023 termina al decimo posto ma per la stagione successiva viene ripescata nel campionato di Eccellenza, avendo vinto la Coppa Italia Promozione. Ottenuto il terzo posto nel campionato successivo, disputa il campionato di Eccellenza Laziale.

## Storia

### Le origini, i primi campionati regionali e l'Interregionale (1972-1982)
La Lodigiani Calcio nasce nel 1972. Fondata da Giuseppe Malvicini, è inizialmente la squadra aziendale della Lodigiani Costruzioni S.p.A., uno dei colossi edilizi dell'epoca. Nei primi due anni di attività partecipa a due trofei amatoriali, il torneo SACOP e il trofeo Giovanni XXIII, vincendoli entrambi.
Nel 1974 venne affiliata alla FIGC e partecipò al campionato di Seconda Categoria, fondendosi con l'A.C. Orma I.T.R. Vescovio di Roma, arrivando terza. L'anno successivo Malvicini acquistò il titolo dell'U.S. Maia Cat, squadra aziendale di Mentana, mediante fusione, guadagnandosi il diritto di partecipare al campionato di Promozione, massimo livello regionale. Cominciò l'epoca della Lodigiani di Scaratti.
Dopo sei stagioni di militanza del campionato di Promozione Lazio, nella stagione 1979-1980, con la guida tecnica di Mastrantonio, la Lodigiani conquistò la promozione in Serie D.
Il campionato 1980-1981, che segnò il debutto in Serie D, fu travagliato: l'allenatore Furio Kristovich fu esonerato e sostituito da Alberto De Rossi. In un girone con Torres, Frosinone, Foligno, Viterbese e Olbia la Lodigiani si classificò dodicesima. Per il campionato successivo la guida fu assegnata al giovane tecnico aquilano Guido Attardi, che allenò la Lodigiani per nove stagioni, portando la squadra al terzo posto dietro a Foligno e Cynthia. Ad Attardi si deve la scoperta di giocatori come David Di Michele e Luca Toni.

### L'ascesa in Serie C2 e la nascita del "Modello Lodigiani" (1982-1991)

La Lodigiani 1984-1985.

Nella stagione 1982-1983 prevalse su L’Aquila con cinque punti di distacco conquistando la prima storica promozione in Serie C2. La stagione fu coronata con la conquista della Coppa Italia Dilettanti.
Per il campionato del debutto in Serie C2, la Lodigiani trasferì la sede dei propri incontri casalinghi allo Stadio Flaminio. Fu inserita nel girone D con squadre come Reggina, Nocerina, Siracusa, Turris, Ischia, Marsala e le corregionali Frosinone e Latina, chiudendo al decimo posto in classifica. Nei successivi tre tornei, tutti con Attardi in panchina, chiuse fra il settimo e l'ottavo posto, affrontando sodalizi più blasonati quali Siena, Prato, Alessandria, Torres, Lucchese, Massese, Spezia, Pistoiese, Juve Stabia, Cavese e Trapani.
A partire dagli anni ottanta i vertici societari delinearono il futuro della squadra, sempre più indipendente dalla sua azienda. In quest'ottica la Lodigiani adottò una politica calcistica fino ad allora sconosciuta in Italia: lanciare i giovani del proprio vivaio o altre società, direttamente in prima squadra, coadiuvati da un solido nucleo di giocatori più navigati ed esperti della categoria.
Per il campionato 1987-1988 la guida tecnica fu affidata a Rosario Rampanti. I biancorossi chiusero con 40 punti, un solo punto dietro alle tre capoliste Carrarese, Massese e Montevarchi. Nella campionato successivo la panchina fu affidata a Saul Malatrasi e, nonostante la rosa di livello allestita, il campionato fu concluso al sesto posto.
Agli albori del campionato 1989-1990 Enrico Borgia prese le redini della società: rimase in carica fino al 2000. La squadra, con Volpi in panchina, si classificò nona. Nel campionato successivo, grazie ad una campagna acquisti mirata, la Lodigiani si classificò terza dietro a Ischia e Acireale, a pari merito con Sangiuseppese e Vigor Lamezia.

### Il decennio in Serie C1 (1991-2002)

Guido Attardi guidò la Lodigiani durante tre periodi diversi: dal 1981 al 1987, dal 1993 al 1995 e dal 1998 al 2000.

Dopo numerosi tentativi infruttuosi, il salto di categoria fu centrato al termine del campionato 1991-1992. La Lodigiani fu inserita nel classico raggruppamento meridionale, assieme ad altre quattro realtà regionali (Formia, Cerveteri, Latina e Astrea). La squadra, allenata da Specchia, partì bene, perdendo l'imbattibilità solo alla decima giornata. Dopo un momento di difficoltà, il crocevia della stagione fu la vittoria casalinga contro il Potenza capolista, che permise l'aggancio in vetta alla classifica. La matematica promozione fu ottenuta a Matera, dove la squadra fu seguita da oltre duecento tifosi in trasferta. Il campionato si concluse con Potenza e Lodigiani appaiate in vetta, con i lucani che vinsero il girone grazie alla miglior differenza reti.
Per il primo campionato di Serie C1 Specchia fu confermato alla guida tecnica. Il girone comprendeva sodalizi blasonati quali Perugia (che arrivò secondo ma non venne promosso in quanto condannato per illecito sportivo), Palermo e Acireale (promosse in Serie B), Casertana, Salernitana, Avellino, Messina, Reggina e Catania. Nella prima uscita casalinga la Lodigiani batté a sorpresa la favorita Palermo. La stagione proseguì fra alti e bassi ed in seguito all'avvicendamento in panchina del trainer argentino Juan Carlos Morrone, venne conclusa al nono posto in classifica.
Il campionato 1993-1994 partì sotto la luce di rilevanti modifiche regolamentali: per la prima volta la vittoria valse tre punti ed inoltre vennero introdotti i play-off e i play-out in tutta la Serie C. La Lodigiani rinforzò decisamente la propria rosa al fine di puntare ai vertici della classifica. La campagna mediatica produsse inoltre la sottoscrizione di 1500 abbonamenti. Il panchina ritornò Guido Attardi, già allenatore dal 1981 al 1987. La prima vittoria tuttavia, arrivò solamente alla tredicesima giornata contro il Chieti. Alla seconda di ritorno, fu battuto il Perugia (che vinse il campionato) ed in seguito ad un ruolino di marcia positivo i romani chiusero al quarto posto in classifica, valevole per la qualificazione ai play-off, dietro anche a Reggina e Salernitana. L'avversaria designata fu proprio la formazione campana. La partita di andata, disputata allo Stadio Olimpico davanti a circa venticinquemila spettatori, terminò in pareggio per 1-1. Nel ritorno all'Arechi, vinsero i padroni di casa per 4-0 estromettendo la Lodigiani dalla corsa alla Serie B.
Nel frattempo, nell'ambito dell'inchiesta Mani pulite e Tangentopoli, la Lodigiani Costruzioni fu indagata a causa delle tangenti a politici per ottenere gli appalti. Nonostante la postuma definitiva assoluzione di Vincenzo Lodigiani, l'azienda, danneggiata nell'immagine, si fuse con la Girola e, in seguito, diventò Impre.gi.lo. con l'entrata del gruppo Fiat nella società, tuttora esistente. Nonostante la Lodigiani Calcio fosse indipendente dalla società madre da ormai oltre un decennio, risentì della situazione, e non poté più usufruire delle erogazioni liberali della Lodigiani Costruzioni. Conseguenza immediata fu che, per andare avanti, i dirigenti della Lodigiani, di lì a venire, dovettero far fronte ai propri risparmi e puntare ulteriormente sul settore giovanile, da sempre fiore all'occhiello della società.
Per il campionato 1994-1995 Attardi venne confermato. La prima storica avversaria in Coppa Italia fu l'Inter che vinse per 0-3 al Flaminio, estromettendo i romani dalla competizione. In campionato la Lodigiani non riuscì a ripetere quanto fatto nella precedente stagione e chiuse al decimo posto in classifica.
Per le successive due stagioni la guida tecnica della Lodigiani fu il giovane Maurizio Viscidi. Entrambi i campionati furono conclusi al decimo posto, rispettivamente con 43 e 42 punti.
La militanza nel campionato di Serie C1 perdurò per altri 5 anni, in cui vennero disputati campionati anonimi (nel 1997-1998 e nel 2000-2001 la permanenza in terza serie fu conquistata ai play-out) con il miglior risultato fatto registrare nel 1998-1999, col nono posto finale garantito anche dalle 15 reti del giovane attaccante Luca Toni. Nella stagione della retrocessione a nulla valsero gli avvicendamenti in panchina di Ubaldo Righetti, Fiorino Pannunzio e Angelo Orazi.

### La Nuova Lodigiani e il ritorno della Lodigiani

Lo stemma della Cisco Lodigiani.

Nel 2005 la Cisco Lodigiani divenne Cisco Calcio e di fatto quest'operazione fece salire la vecchia squadra biancoverde, militante in Serie D, in Serie C2 al posto della Lodigiani. La Cisco abbandonò l'impianto della Borghesiana per stabilire il proprio quartier generale al Francesca Gianni di San Basilio, già vecchia casa dove la Lodigiani conobbe molti dei suoi anni ruggenti. Ex giocatori e dirigenti della Lodigiani decisero, nell'immediato, di non far morire il vecchio glorioso nome, e di dare vita alla Nuova Lodigiani 2005. Il nome originario scelto fu Polisportiva Lodigiani ma il Comitato FIGC Lazio bocciò questa denominazione perché i dirigenti della Cisco immatricolarono poco prima la "AS Lodigiani", nome rimasto vacante. Difatti, da quella stagione, la Lodigiani di proprietà Cisco (poi denominata "Atletico Lodigiani") gioca all'impianto del Francesca Gianni (dapprima per le sole categorie Giovanissimi Fascia B ed Esordienti, successivamente con una prima squadra militante (nel 2023) in Promozione), mentre la Nuova Lodigiani, costretta per vie federali ad assumere questa denominazione, si impiantò nello storico impianto della Borghesiana. Assistiti da figure storiche come il fondatore Giuseppe Malvicini, i dirigenti della Nuova Lodigiani si misero duramente al lavoro per ritrasformare l'impianto sportivo della Borghesiana e ricostruire l'intero settore giovanile. 
Primo presidente della Nuova Lodigiani fu Luigi Maura, sostituito nel 2007 da Silvio Salini, ex giocatore della Lodigiani. Direttore sportivo Tonino Ceci. Nella stagione 2005-06 la Nuova Lodigiani, oltre a rimettere in gioco lo storico marchio, risistemò l'impianto della Borghesiana, trasformando tutti i campi di terra in sintetico. Nella stagione 2006-07 la Nuova Lodigiani ridisputò tutti i campionati provinciali giovanili dell'anno prima più la categoria Juniores Primavera, dove si piazzò prima nel suo girone ma fu eliminata in semifinale. La scuola calcio crebbe ulteriormente, così come l'organigramma tecnico e societario. A fine stagione 2006-07 gli Allievi vinsero il girone per passare ai regionali l'anno successivo. Inoltre si cominciò ad allestire la scuola calcio femminile.
Nella stagione 2007-08 si sono definiti nuovi innesti societari mentre è iniziata a pieno regime l'attività di scuola calcio femminile. Gli Allievi regionali hanno concluso il campionato al quarto posto, mentre sia la Juniores Provinciale sia i Giovanissimi Provinciali hanno raggiunto la promozione ai campionati regionali. Sia i Giovanissimi Fascia B sia gli Allievi Fascia B hanno raggiunto le rispettive finali, perdendole. Gli esordienti per il secondo anno consecutivo hanno raggiunto le finali della Danone Cup in Versilia, arrivando in finale con una sconfitta solo ai rigori contro la Reggina. Con l'avvento della stagione 2008-09 la denominazione della società è passata da Nuova Lodigiani a A.S.D. Lodigiani. Nella stagione 2008-09 tutte le squadre giovanili disputano i campionati regionali; le squadre fascia B sono state ammesse alla Coppa Lazio sia nella categoria Allievi sia nella categoria Giovanissimi.
Nel 2010, dalla fusione tra Stilecasa e l'ex Nuova Lodigiani 2005, nasce l'Associazione Sportiva Dilettantistica Lodigiani Calcio, iscritta al campionato di Promozione. Nel 2011 non si iscrive però a nessun campionato, rimanendo attiva solo a livello giovanile.
Nel 2018 acquisisce il titolo della Atletico San Basilio, di Prima Categoria e l'anno successivo viene ripescata nel campionato di Promozione.

### Lodigiani Calcio 1972

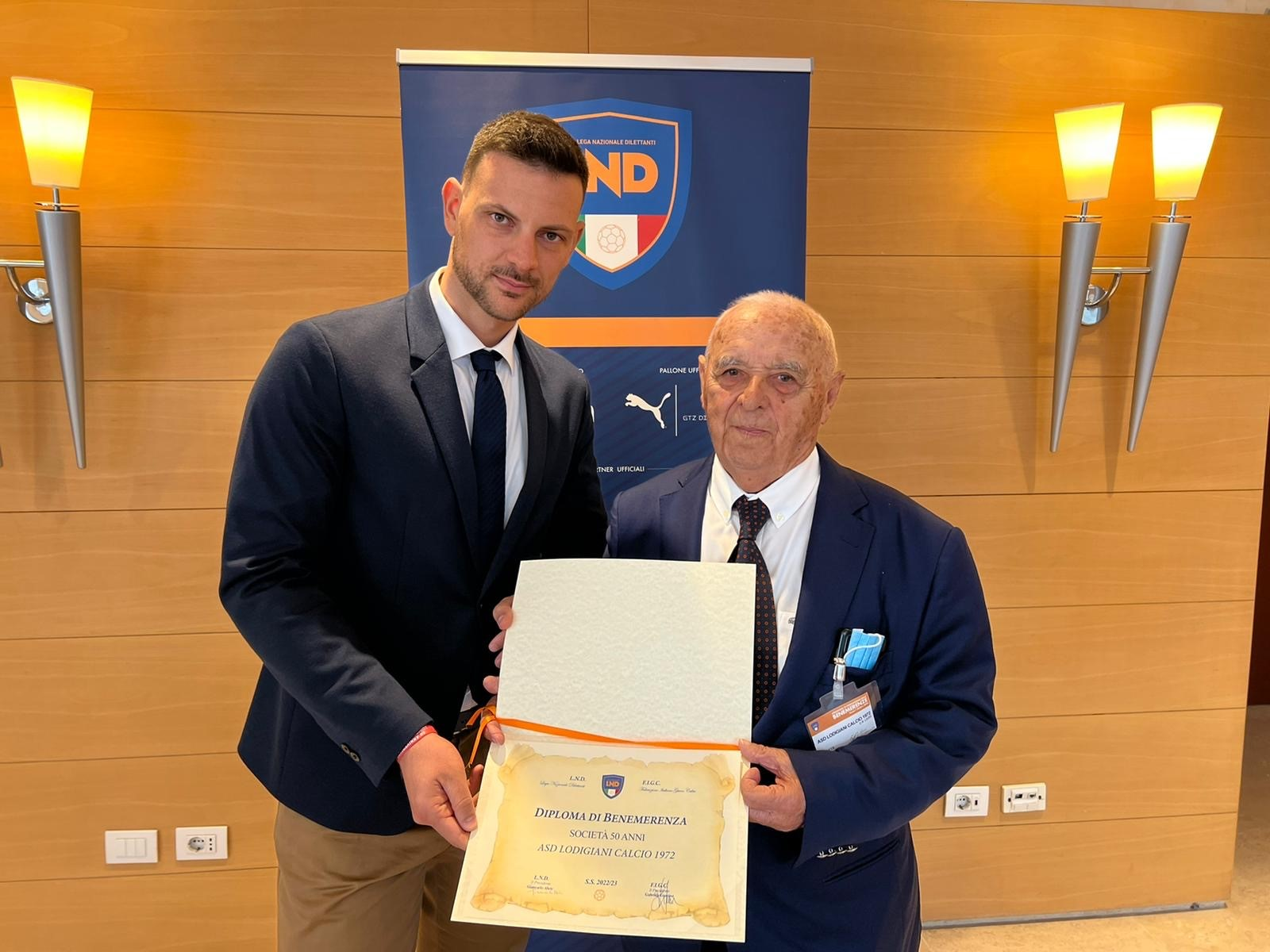
Premiazione con la Benemerenza Figc-LND per i 50 anni di storia

Dalla stagione 2019-2020 la prima squadra milita nel campionato di Promozione Lazio e continua a disputare le gare interne a La Borghesiana. La società assume la denominazione “A.S.D. Lodigiani Calcio 1972” con Andrea Simonetti come Presidente e Patrizio Melfa nelle vesti di Direttore Generale. Nel 2022 la società viene premiata dalla Figc con il premio di benemerenza per i 50 anni di attività; sempre nel 2022 (il 27 giugno) per i ragazzi del settore giovanile, allenati dal mister Albino Isabella, arriva il primo titolo italiano nella categoria Under 17.
Nella stagione 2022-2023 termina al decimo posto ma per la stagione successiva viene ripescata nel campionato di Eccellenza, avendo vinto la Coppa Italia Promozione.  

## Colori e simboli
I colori sociali della Lodigiani sono il blu, il rosso e il bianco.

## Strutture

### Stadio
Il primo campo da gioco della Lodigiani fu lo Stadio Francesca Gianni, ubicato nel quartiere romano di San Basilio. Ristrutturato dalla stessa società, fu sede delle partite casalinghe dal 1974 al 1980.
Con la promozione in Serie C2 del 1983, la Lodigiani trasferì la sede delle proprie partite nel più capiente stadio Flaminio, che ne sarà sede fino al 1998, pur lasciando la sede operativa e degli allenamenti al Francesca Gianni.
A partire dal 1989 la Lodigiani ritornò a giocare al Francesca Gianni, a causa dell'utilizzo del Flaminio da parte di Roma e Lazio, vista l'indisponibilità dello stadio Olimpico soggetto ad intense opere di restyling in vista del Campionato mondiale di calcio del 1990. Al campionato 1989-1990 risalgono le ultime partite al Francesca Gianni, sicché a partire dalla primavera del 1990 si trasferì nel più moderno impianto della Borghesiana, prendendo la gestione del grande centro sportivo e dell'albergo/ristorante. Dunque, la Lodigiani poteva usufruire di impianto polivalente di proprietà.
Dal 1998 al 1999 si alternò l'utilizzo dello stadio Tre Fontane, ubicato nel quartiere EUR, al Flaminio. Il Flaminio fu utilizzato fino al 2005 allorquando, a causa della cessione del titolo sportivo alla Cisco Lodigiani, ci fu un deciso ridimensionamento dei progetti societari. La Lodigiani tornò dunque alla Borghesiana, eccezion fatta per una breve parentesi fra il 2010 e il 2011 in cui fu utilizzato il Francesca Gianni.

## Società
La Lodigiani è sempre stata un modello di economia calcistica, tanto che anche esperti di calcio professionistico provenienti dal Giappone e dall'Australia, nel corso degli anni novanta, vennero a Roma a studiare il "Modello Lodigiani", ovvero gestione trasparente, uso di numerosi e validi giovani da rivendere poi sul mercato, gestione oculata delle risorse. La Lodigiani, non è mai apparsa nella consuetudinale "lista nera" della Co.vi.soc, che ogni anno colpiva numerose società dalla Serie A alla Serie C. Questo non accadde neppure con la contestatissima dirigenza Longarini, l'ultima al timone della Lodigiani fino alla svendita del titolo.
È forse l'unico esempio di squadra aziendale che è riuscita a ritagliarsi un proprio spazio all'esterno dell'azienda, diventando nel corso degli anni sempre più autonoma, fino a sopravvivergli in seguito alla crisi di Tangentopoli che decretò l'infelice fine della Lodigiani Costruzioni, fino ad allora azienda leader in Italia nel settore edile.
Vincenzo Lodigiani, pur approvando il progetto di Malvicini di realizzare una squadra aziendale, rimase sempre fuori dai quadri dirigenziali, così come tutta la famiglia Lodigiani.

### Settore giovanile
La Lodigiani fu la prima società in tutta Italia ad usare giovani del proprio vivaio in buon numero nella prima squadra, con l'intento di lanciare le giovani promesse in Serie A o in Serie B. Il modello, usato a forza in molte società professionistiche di oggi, cominciò ad essere applicato con la promozione in Serie C della Lodigiani a partire dal 1983. La Lodigiani non aveva allora nessuna difficoltà economica, e fu l'intuizione del presidente Malvicini e del suo vice Sagramola ad avviare il "modello Lodigiani".

## Diffusione nella cultura di massa
Fino al 1990 la Lodigiani era identificata come la squadra del quartiere San Basilio. Fu lo stesso Malvicini ad avvertire un legame eccessivo tra il quartiere e la squadra, e di lì, oltre a esigenze strutturali, decise di trasferire la sede della Lodigiani al Centro sportivo La Borghesiana.
Nel 1992 uscì un inserto speciale del Guerin Sportivo di ben venti pagine sulla Lodigiani, sulla sua storia, e sul suo modello di valorizzazione dei giovani.
La squadra è inoltre citata nella canzone Alessandra sarà sempre più bella di Fabrizio Moro.

## Allenatori e presidenti
- 1973-1974  Gianni De Rossi
- 1974-1979  Francesco Scaratti
- 1979-1980  Patrizio Mastrantonio
- 1981-1987  Guido Attardi
- 1987-1988  Rosario Rampanti
- 1988-1989  Saul Malatrasi[10]
- 1989-1990  Ezio Volpi
- 1990-1991  Adelio Moro
- 1991-1993  Francesco Paolo Specchia
 Juan Carlos Morrone
- 1993-1995  Guido Attardi
- 1995-1997  Maurizio Viscidi
- 1997-1998  Salvo Fulvio D'Adderio
- 1998-2000  Guido Attardi
- 2000-2001  Giuseppe Petrelli
 Angelo Orazi
- 2001-2002  Ubaldo Righetti
 Fiorino Pannunzio
 Angelo Orazi
- 2002-2003  Juan Carlos Morrone
- 2003-2004  Juan Carlos Morrone e  Fabio Fratena
 Giuseppe Dossena[11]
- 2004-2005  Giuseppe Dossena
 Rosolino Puccica
- 2005-2019 ...
- 2019-2021  Gérson Caçapa
- 2021-2022  Mario Apuzzo
- 2022-2023  Fabio Marziali
- 2023-2024  Federico Pace
- 2024-  Mirko Granieri

- 1972-1984  Ing. Giuseppe Malvicini
- 1984-1988  Dott. Giovanni Serafini
- 1988-2000  Enrico Borgia
- 2000-2001  Elio Giulivi
- 2001-2002  Silvano Mecozzi
- 2002-2003  Stefano Dominicis (Amministratore unico)
- 2003-2005  Gianluca Tulli
- 2005-2008  Cisco Systems (Proprietario)
- 2008-2015  Silvio Salini
- 2015-2018  Ing. Giuseppe Malvicini
- 2018-  Andrea Simonetti

## Calciatori
Calciatori celebri o titolati che hanno indossato la casacca della Lodigiani nel corso del tempo o sono cresciuti nel suo settore giovanile sono Francesco Totti, David Di Michele, Luca Toni, Gianluca Cherubini, Luca Vigiani, Mirko Savini, Emiliano Moretti, Antonio Candreva, Mario Pacilli, Claudio Bellucci, Andrea Agostinelli, Andrea Silenzi, Daniele Di Donato, Francesco Pratali, Matteo Gianello, Luigi Apolloni, Roberto Stellone, Fabio Firmani, Giorgio Venturin, Daniele Pasa, Gianni Cavezzi, Giorgio Gorgone, Claudio De Sousa, Orlando Fanasca, Francesco Marino, Bruno Baldari, Maurizio Rinaldi, Andrea Viola, Luca Pastine, Christian Terlizzi, Flavio Giampieretti, Alessandro Sgrigna, Valerio Fiori, Andrea Cupi, Giovanni Orfei, Roberto Onorati, Giovanni Lopez, Antonio Rosati, Francesco Scaratti, Alessandro Florenzi, Francesco Deli, Raffaele Di Fiore, Fabrizio Lama, Marco La Bella, Fabrizio Procesi, Edoardo Spighetti, Massimiliano Michesi, Massimo Rinaldi, Edoardo Di Resta.

## Palmarès

### Competizioni nazionali
- Coppa Italia Dilettanti: 1

1982-1983
- Campionato Interregionale: 1

1982-1983

### Competizioni regionali
- Promozione: 1

1979-1980
- Coppa Italia Promozione: 1

2022-2023
- Prima Categoria: 1

2009-2010

### Competizioni giovanili
- Campionato Nazionale Under-17: 1

2021-2022 (Dilettanti)

## Statistiche e record

### Partecipazione ai campionati
La Lodigiani ha disputato 35 stagioni sportive a partire dall'esordio nei Tornei amatoriali Sacop e Giovanni XXIII nel 1972-1973, prendendo parte a 25 campionati nazionali. La società ha sospeso le attività della prima squadra dal 2005 al 2008, e poi a partire dal 2011, risultando attiva e operante esclusivamente col settore giovanile.

#### Campionati nazionali
| Livello | Categoria                 | Partecipazioni | Debutto   | Ultima stagione | Totale |
| ------- | ------------------------- | -------------- | --------- | --------------- | ------ |
| 3º      | Serie C1                  | 10             | 1992-1993 | 2001-2002       | 10     |
| 4º      | Serie C2                  | 12             | 1983-1984 | 2004-2005       | 12     |
| 5º      | Serie D                   | 1              | 1980-1981 | 1980-1981       | 3      |
| 5º      | Campionato Interregionale | 2              | 1981-1982 | 1982-1983       | 3      |

#### Campionati regionali
| Livello | Categoria       | Partecipazioni | Debutto   | Ultima stagione | Totale |
| ------- | --------------- | -------------- | --------- | --------------- | ------ |
| I       | Promozione      | 6              | 1974-1975 | 1979-1980       | 6      |
| I       | Eccellenza      | 1              | 2023-2024 | 2023-2024       | 1      |
| II      | Promozione      | 1              | 2010-2011 | 2010-2011       | 1      |
| III     | Prima Categoria | 3              | 2008-2009 | 2009-2010       | 3      |

### Partecipazione alle coppe
La Lodigiani ha preso parte a 23 edizioni delle coppe nazionali a partire dall'esordio in Coppa Italia Serie C nel 1983-1984; il massimo risultato raggiunto sono le semifinali (Coppa Italia Serie C 1999-2000). La Lodigiani ha disputato anche un'edizione della Coppa Italia, venendo eliminata al primo turno dall'Inter. In un'occasione i biancorossi hanno vinto la Coppa Italia Dilettanti, nel 1982-1983.
| Coppa                | Partecipazioni | Debutto   | Ultima stagione | Totale |
| -------------------- | -------------- | --------- | --------------- | ------ |
| Coppa Italia         | 1              | 1994-1995 | 1994-1995       | 1      |
| Coppa Italia Serie C | 22             | 1983-1984 | 2004-2005       | 22     |

### Statistiche di squadra
La Lodigiani, fino alla stagione 2001-2002, era l'unica società tra i professionisti assieme a Juventus, Inter e ChievoVerona a non aver mai subito retrocessioni.
A partire dal suo esordio in Serie C2, nel 1983, cominciò a giocare le sue partite di sabato, per ritagliarsi una propria fetta di pubblico e aggirare così la concorrenza di Roma e Lazio. Il "Sabato della Lodigiani", appuntamento fisso per molti tifosi e ultras, rimase una tradizione fino all'uscita di Borgia dalla società, nel 2000. Con l'ingresso di Longarini nella società, nella stagione 2000-2001 la tradizione continuò a persistere, ma nei momenti di maggiore difficoltà del campionato l'ad Silvano Mecozzi impose di giocare la domenica per non dare vantaggi alle dirette avversarie. Anche nelle stagioni 2001-2002 e 2002-2003 si giocò sempre meno di sabato, a causa delle continue difficoltà in campionato della squadra. Infine, nell'unica stagione della Lodigiani con a capo il gruppo Cisco, si continuò a seguire la linea di Mecozzi: partite si al sabato, ma non in situazione delicate di campionato.

## Tifoseria

### Storia
Fino al 1990, anno in cui la Lodigiani ebbe casa al Francesca Gianni di San Basilio, vi era una forte identificazione tra stadio e quartiere, tanto che le partite della Lodigiani registravano spesso il pienone. Il cambio di campo casalingo, nel 1983, nel più noto e ampio Stadio Flaminio, fece divenire la Lodigiani non più una squadra di quartiere, ma la reale terza squadra della capitale. Se da una parte la Lodigiani, giocando al Flaminio, cominciò a coinvolgere un pubblico proveniente da tutte le zone della capitale e provincia, la perdita del feudo di San Basilio si dimostrò una scelta penalizzante in termini di calore e sostegno del pubblico. Tuttavia anche il Flaminio, dal 1983 al 1996 registrava dai 1.000 ai 3.000 spettatori a partita, con picchi di 4.000/5.000 persone nella stagione 1993-1994, anno in cui la Lodigiani sfiorò la Serie B. A partire dal 1996 la Lodigiani ebbe un vistosissimo calo del pubblico che perdurò inesorabilmente fino all'anno della scomparsa della Lodigiani, nel 2004. Le uniche eccezioni erano le partite contro grandi squadre (di regola Catania, Ascoli, Avellino e Foggia, solo per citare le principali) e le partite-spareggio. Altro dato curioso è che la stagione 1998-1999 costituì il ritorno di un buon pubblico al seguito della Lodigiani, complice il trasloco momentaneo dal Flaminio al Tre Fontane dell'EUR, cambiamento che attirò molta gente del popoloso quartiere romano. Anche nelle partite disputate nelle stagioni seguenti al Tre Fontane (in concomitanza, di solito, col Sei Nazioni di Rugby al Flaminio nei mesi di febbraio e marzo) si registrava decisamente un maggiore afflusso rispetto allo Stadio Flaminio.
Il primo gruppo organizzato al seguito della Lodigiani furono i Vigilantes, nel 1986. Si susseguirono nel corso degli anni vari gruppi di breve vita, fino al 1994, anno di fondazione dei Kaos, primo gruppo che poteva vantare un seguito numerico maggiore e una migliore organizzazione. I Kaos (coadiuvati dal Lodi Club Tufello), organizzarono le prime trasferte. Ultima svolta fu quella del 1996, con la nascita di Official Fans e Ultras, gruppi che si distinsero, oltre per un numero consistente (soprattutto in alcune stagioni) e un ottimo tifo, per aver seguito sempre e ovunque la squadra in trasferta, cosa inimmaginabile anni prima. Gli Official Fans presenziarono, inoltre, ai mondiali di Francia '98 in tutte le partite che la nazionale italiana disputò in quel torneo. Prima di quella esperienza organizzarono un raduno ultras nazionale per seguire l'Italia sotto un unico striscione, senza esito. Dopo la crisi del tifo nella stagione 1999-2000, i gruppi "Official Fans" e "Ultras" si unirono sotto la sigla Ultrà Lodigiani 1996, riportando entusiasmo e calore al Flaminio e non abbandonando mai la squadra neanche nelle trasferte più lontane, anche se spesso in numero esiguo. Gli Ultrà Lodigiani 1996, dopo l'avvento del gruppo Cisco al vertice della Lodigiani, nella stagione 2003-2004, promossero una campagna a favore della tradizione calcistica della Lodigiani, nel timore che la Cisco avrebbe fatto sparire la storica denominazione dagli annali calcistici, cosa che avvenne puntualmente due anni dopo. Gli "Ultrà Lodigiani 1996", nonostante non abbiano mai aderito al progetto Cisco, non sono ancora sciolti e cercano di promuovere il ritorno della Lodigiani sui campi di gioco, seppur a livello dilettantistico. Con il campionato 2023-2024 e la prima squadra in Eccellenza sono tornati, sia in casa che in trasferta, i tifosi al seguito. Nessun gruppo organizzato, ma costante è la presenza di drappi e stendardi biancorossi.

### Gemellaggi e rivalità
I rapporti con le altre tifoserie sono i seguenti:
Gemellaggi
- Castel di Sangro

Rivalità
- Sora